# Анри де Массю, граф Голуэй
Анри де Массю, маркиз де Рювиньи (фр. Henri de Massue, marquis de Ruvigny), виконт и граф Голуэй (англ. Viscount Galway and Earl of Galway; 9 апреля 1648, Париж — 3 сентября 1720) — английский военачальник французского происхождения, лидер гугенотской диаспоры. Участник Войны за Испанское наследство, наместник Ирландии.

## Биография
Анри де Массю родился в Париже, он был сыном Анри де Мессю, маркиза де Рювиньи (1603–1689) — выдающегося французского дипломата и убеждённого гугенота; по отцовской линии он приходился двоюродным братом супруге лорда Уильяма Рассела Рэйчел.
Анри служил во французской армии под началом маршала Тюренна, который был высокого мнения о нём. В 1678 году король Людовик XIV решил воспользоваться английскими родственными связями Массю и направил его с ответственным секретным поручением к Карлу II Стюарту, которое Массю исполнил с блеском.
Анри де Массю был депутатом гугенотского дворянства во Франции, а по смерти отца унаследовал пост Генерала гугенотов (général des Huguenots). Вскоре после отмены Нантского эдикта в 1685 году, Людовик XIV предложил Массю официальный генеральский чин в обмен на отказ от гугенотского лидерства. Отказавшись от предложения короля, Массю покинул Францию в 1690 году, эмигрировав с горсткой соратников в Англию. Французские имения маркиза были незамедлительно конфискованы.
Вильгельм III Оранский произвёл Массю-Рувиньи в генерал-майоры. В этом чине изгнанник принял участие в битве на реке Бойн в Северной Ирландии (1690 год). В июле 1691 года он отличился в битве при Охриме, в 1692-м был некоторое время главнокомандующим королевскими войсками в Ирландии. В ноябре 1692 года Массю получил титулы виконта Голуэй (Viscount Galway) и барона Портарлингтон (Baron Portarlington), а также большие земельные угодья в Ирландии.
В 1693 году, командуя полком, виконт Голуэй отразил атаку французской жандармерии в сражении при Неервиндене, получив серьёзное ранение. В 1694 году он был произведён в генерал-лейтенанты и назначен командиром английского вспомогательного корпуса в войне Пьемонта с Францией, а также должность посланника при герцоге Савойском. Ему поручалось также оказать посильную помощь гонимым вальденсам. Однако, несмотря на все усилия Голуэя, герцог Савойский заключил с Людовиком XIV в 1696 году сепаратный мир в Турине, после чего англичане были вынуждены вывести свои войска из герцогства в Нидерланды, а Аппенинский полуостров был нейтрализован в пользу французского короля.
В 1697 году Массю получил титул графа Голуэй (Earl of Galway). В 1697-1701 гг. он занимал пост лорда юстиции Ирландии (Lord Justice of Ireland) и фактически контролировал ирландские дела.
С началом войны за Испанское наследство, Голуэй был в 1704 году послан на Пиренейский полуостров командовать английским корпусом для совместных с португальцами действий против ставшего испанским королём внука Людовика XIV Филиппа V. Первой его акцией была осада Бадахоса в 1705 году, закончившаяся неудачей. Граф понёс большие потери и снял осаду, в ходе которой потерял правую руку от пушечного ядра во время одного из штурмов.
Эта неудача вызвала присылку подкреплений, а сам Голуэй, после выздоровления, был назначен командующим союзной англо-португальской армией. Он снова двинулся в Испанию, разбил резерв маршала Бервика, завладел Алькантарой, и проследовал до Мадрида, где соединился с войсками противника Филиппа V эрцгерцога Карла и лорда Петерборо пришедшими из Каталонии. Голуэй, воодушевленный успехами, предложил развить кампанию против французов и испанцев, несмотря на протесты лорда Петерборо. Своим адъютантом Голуэй назначил доблестного ла-рошельца Эктора Франсуа Шатанье де Крама. Который был зятем Жака де Бельрье, барона де Виразеля.
25 апреля 1707 года контингенты Голуэя были наголову разбиты при Альмансе войсками герцога Бервика, а сам Голуэй получил двойное ранение саблей по лицу. Собрав остатки войск, он всеми силами пытался сгладить итоги поражения, но взятие Лериды и других мест стало последствием его ошибок. Кампания была полностью проиграна. Голуэй отступил в Португалию, где снова был разбит 17 мая 1709 года на Гудинской равнине — на этот раз испанским генералом маркизом Бао, а сам Голуэй бежал, едва избежав плена.
Как итог, его отозвали в Англию, где над ним было учинено следствие. Палата Лордов провела его с особым пристрастием, и порицала его перед королевой Анной в 1711 году, однако он избежал наказания. Тем не менее, Голуэй не назначался ни на какие должности вплоть до вступления на престол короля Георга I в 1714 году, который сделал его наместником Ирландии. В 1715 году Массю был одним из лордов-судей в Ирландию во время восстания якобитов. 
Однако, и на этой должности Голуэй оставался недолго. Вскоре «храбрейший, но несчастнейший генерал» вышел в отставку и поселился в своем поместье в Гемпшире, где и скончался в 1720 году. Когда большая часть его собственности в Ирландии была возвращена прежним владельцам (а все его французские поместья задолго до этого были потеряны), парламент проголосовал за выплату ему пенсии в размере 1500 фунтов стерлингов в год. 